# 权五晟
权五晟（권오성，1955年—），韩国陆军退役上將，第44屆陸軍参谋总长。2014年4月6日，在京畿道漣川發生虐兵事件，一等兵尹某被部队老兵殴打致食物堵塞气管，因抢救无效于次日死亡。此次事件给韩国社会造成极大冲击，甚至出现了“拒绝服兵役”的舆论。8月5日，权五晟为一等兵尹某被虐死案负责，于当天下午向国防部部长韩民求表明了辞意。

## 学历
- 陆军官校第34期畢業

## 履历
- 1999.07. ~ 2000.12. : 陆军第53步兵师125團團長
- 2000.12. ~ 2001.11. : 陆军第50步兵师参谋长
- 2001.11. ~ 2002.11. : 陆军本部秘书室政策課长
- 2002.11. ~ 2003.11. : 陆军本部情报作战参谋部作战課长
- 2003.11. ~ 2004.06. : 陆军第3军参谋长
- 2004.06. ~ 2005.06. : 陆军军官学校师生队长
- 2005.11. ~ 2006.11. : 陆军本部计划编制处长
- 2006.11. ~ 2008.03. : 陆军第15步兵师长
- 2008.03. ~ 2009.11. : 国防部 政策企划官
- 2009.11. ~ 2010.12. : 陆军第一野戰軍司令
- 2010.12. ~ 2011.10. : 联合参谋本部作战本部长
- 2011.10. ~ 2013.09. : 韩美联合军司令部副司令兼韩美联军地面军队司令
- 2013.09. ~ 2014.08. : 陆军参谋总长